# Rustia occidentalis
Rustia occidentalis är en måreväxtart som först beskrevs av George Bentham, och fick sitt nu gällande namn av William Botting Hemsley. Rustia occidentalis ingår i släktet Rustia och familjen måreväxter. Inga underarter finns listade i Catalogue of Life.